# Herenthout
Herenthout és un municipi belga de la província d'Anvers a la regió de Flandes. Limita al nord amb Grobbendonk, a l'oest amb Nijlen, a l'est amb Herentals i al sud amb Heist-op-den-Berg.

## Evolució de la població
Segle XIX
| Any      | 1806  | 1816  | 1830  | 1846  | 1856  | 1866  | 1876  | 1880  | 1890  |
| -------- | ----- | ----- | ----- | ----- | ----- | ----- | ----- | ----- | ----- |
| Població | 1.665 | 2.544 | 2.137 | 2.402 | 2.532 | 2.489 | 2.554 | 2.537 | 2.634 |
|          |       |       |       |       |       |       |       |       |       |

Segle XX (fins a 1976)
| Any      | 1900  | 1910  | 1920  | 1930  | 1947  | 1961  | 1970  | 1976  |  |
| -------- | ----- | ----- | ----- | ----- | ----- | ----- | ----- | ----- |  |
| Població | 2.761 | 3.273 | 3.515 | 4.178 | 5.083 | 6.053 | 6.773 | 7.065 |  |
|          |       |       |       |       |       |       |       |       |  |

1977 ençà
| Any       | 1977  | 1980  | 1985  | 1990  | 1995  | 2000  | 2005  |
| --------- | ----- | ----- | ----- | ----- | ----- | ----- | ----- |
| Població  | 7.065 | 7.175 | 7.705 | 7.829 | 8.078 | 8.302 | 8.415 |
| Font: NIS |       |       |       |       |       |       |       |

## Monuments i llocs d'interés
- L'antic alberg «'t Schipke» a la riba del Grote Nete